# Sebastocratore
Il titolo di sebastocratore (dal greco σεβαστοκράτωρ, sebastokràtor), al femminile sebastocratorissa, fu istituito dall'imperatore bizantino Alessio I Comneno.
Era un titolo meramente onorifico e derivava dalla combinazione di autokrator (in greco "che governa da solo", riferito all'imperatore) e sebastos ("venerabile") e indicava unicamente la parentela con un imperatore e quindi l'appartenenza alla famiglia imperiale. Ricevere il titolo di sebastocratore non implicava avere alcun reale potere né responsabilità di governo. Il primo a esserne insignito fu il fratello maggiore di Alessio I: il principe Isacco.